# Epirhyssa sapporensis
Epirhyssa sapporensis är en stekelart som beskrevs av Tohru Uchida 1928. Epirhyssa sapporensis ingår i släktet Epirhyssa och familjen brokparasitsteklar. Inga underarter finns listade i Catalogue of Life.